# Molpadia abyssicola
Molpadia abyssicola is een zeekomkommer uit de familie Molpadiidae.
De wetenschappelijke naam van de soort werd in 1977 gepubliceerd door David Pawson.